# Burg Grub (Gmunden)

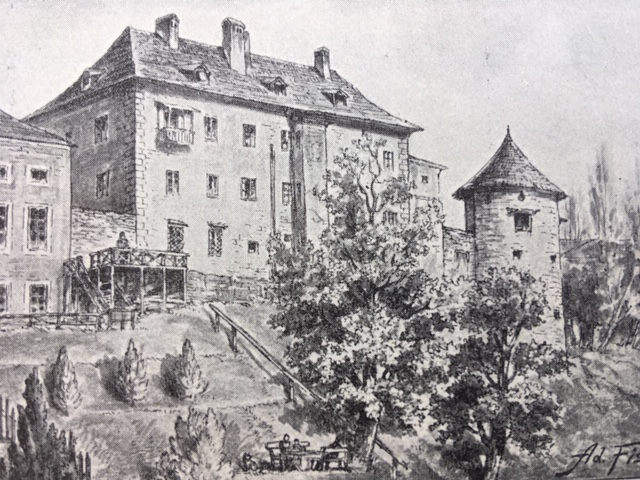
Burg Gru(e)b mit „Rundem Eck-turm“, von Traunbrücke aus gesehen, gezeichnet von Ad. Fischer 1897, aus Krackowizer, Bd. 1, S. 212

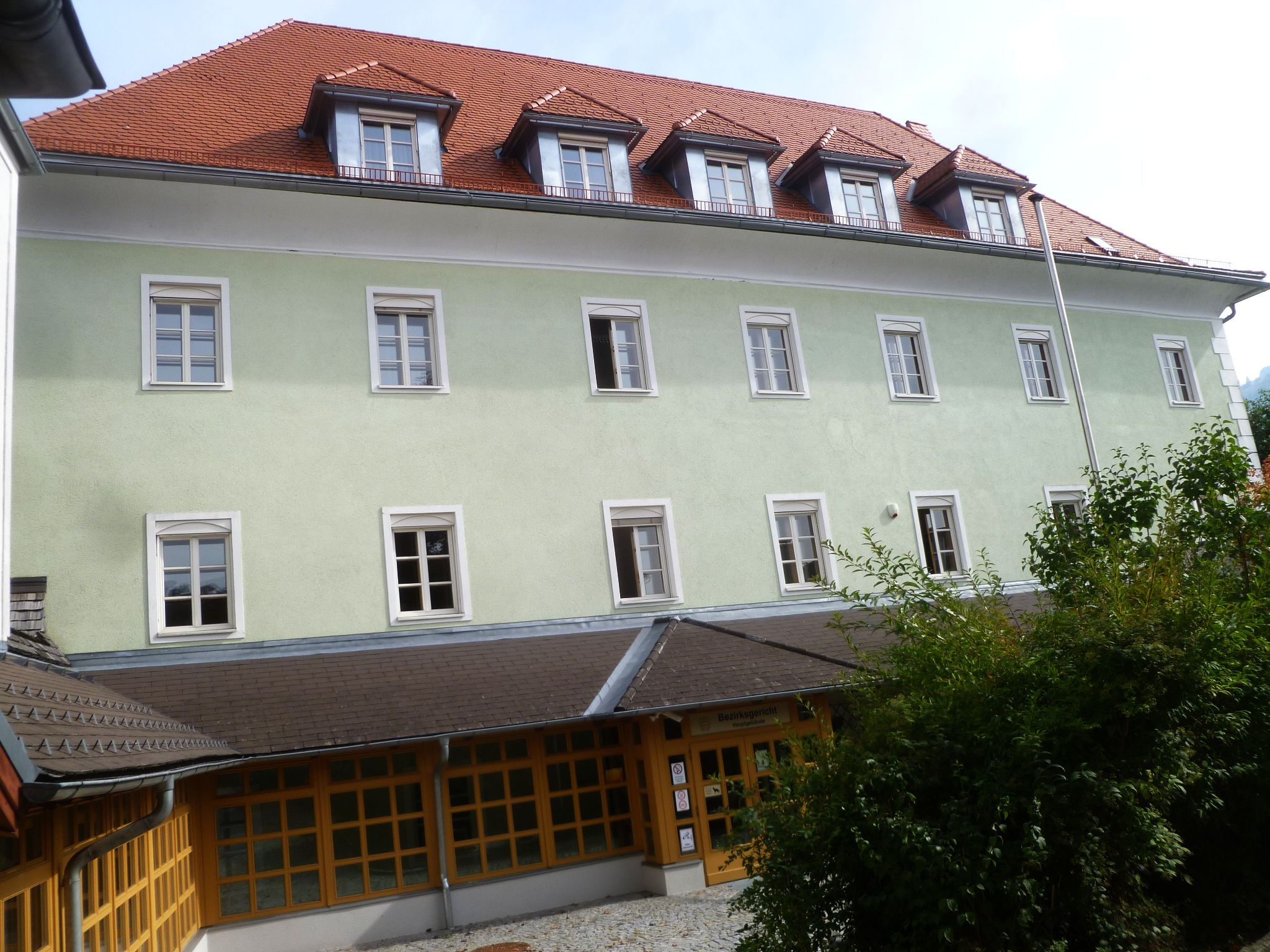
Burg Grub, heute Bezirksgericht

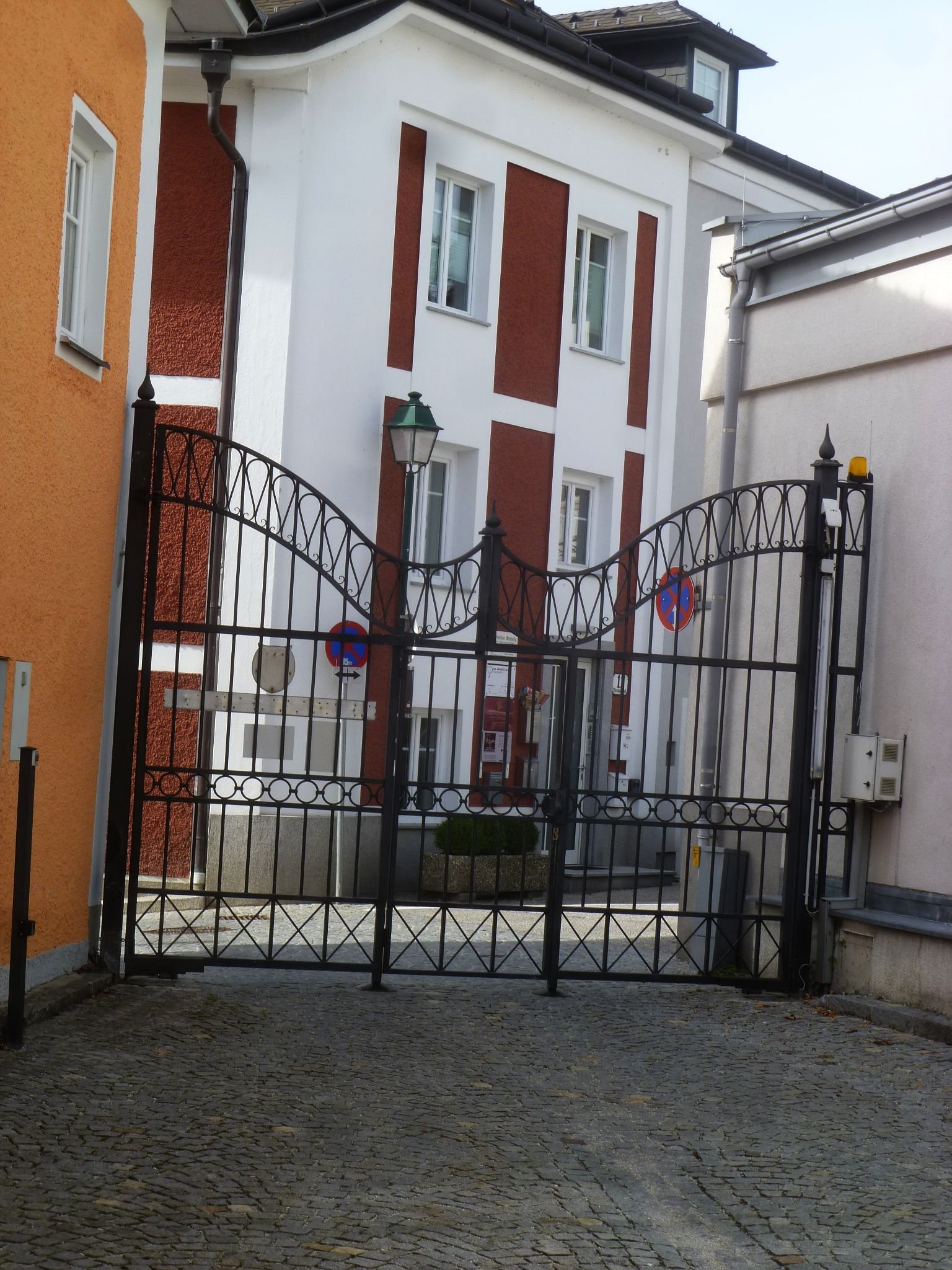
Eingangsportal zur Burg Grub (Pfarrhofgasse)

Reste der Burg Grub (auch Grueb bezeichnet) haben sich im Bezirksgericht der Stadt Gmunden, gelegen im gleichnamigen Bezirk von Oberösterreich, erhalten (heute: Marktplatz 10).

## Geschichte
Die Stadt Gmunden ist eine planmäßige Gründung durch die steirischen Otakare. Zu einer Stadt gehörten dabei im Allgemeinen eine Stadtburg, Hofstellen, Klöster, eine Pfarrkirche und eine Verteidigungsanlage, alle diese Merkmale sind nicht nur für Freistadt, Perg, Budweis, sondern auch für Gmunden gegeben.
Als Rest einer ehemaligen Stadtburg ist der noch vorhandene „Runde Eckturm“ (Rundturm) im Hof des Bezirksgerichts in Gmunden anzusehen. Der „Runde Eckturm“ war einer der sieben in der ehemaligen Stadtmauer integrierten Türme. Seine Schießscharten waren in Richtung Stadt und Traunbrücke gerichtet. Die Burg – ein Freisitz innerhalb der Stadtmauer – wird erstmals 1453 erwähnt, als Hanns der Schober dem Amtmann von Gmunden, Sebastian Ziegelhwaser, „den Turm vnd die zway Hewser daran zu Gmunden in der Stat“ verkaufte. Die eigentliche Stadtburg wurde 1520 errichtet. Der an der Stadtmauer gelegene Sitz war in Zeiten der Gefahr ein sicherer Verteidigungspunkt der Stadt und letzter Zufluchtsort für deren Bewohner. 1666 wurden seine Besitzer angewiesen, das Haus „weil es zu zwei Seiten an der Stadtmauer gelegen und selbst als ein Schutzwehr dienet“ gegen diese immer verschlossen zu halten. Die Burg lag an einem steil abfallenden Hang am linken Traunufer.
1820 erwarb das k.k. Salinenärar die Liegenschaft und errichtete hier das k.k. Waldamt, ab 1850 beherbergt das Gebäude die k.k. Bezirkshauptmannschaft und schließlich seit 1854 (bis heute) das Bezirksgericht. Die Umbruch- und Abbrucharbeiten dafür erfolgten zwischen 1850 und 1860.